# جد آيفوني
جِد آيفوني (بالإنجليزية: Find My iPhone)‏؛ هو تطبيق وخدمة توفرها شركة أبل التي تسمح بتتبع الموقع عن بُعد لجميع أجهزة iOS وأجهزة كمبيوتر ماكنتوش وأبل واتش وإيربودز. تم استبداله بالتطبيق أخر يسمى فايند ماي (بالإنجليزية: Find My)‏ في آي أو إس 13.
الخدمة نفسها توجد في نظامي آي أو إس وماك أو إس. ويتم تتبع الأجهزة الممكّنة إما باستخدام تطبيق آي أو إس أو موقع آي كلاود. في نظام آي أو إس 8 القديم والإصدارات التي قبله، يمكن تنزيل التطبيق من متجر التطبيقات مجانًا عند الرغبة. ولكن بدءًا من آي أو إس 9، لقد تم دمج التطبيق مع نظام التشغيل نفسه. عندما صدر نظام التشغيل iOS 13، تم إيقاف تطبيق جد آيفوني (بالإنجليزية: Find My iPhone)‏ وتطبيق فايند ماي فريندز (بالإنجليزية: Find My Friends)‏ وإطلاق تطبيق جديد يسمى فايند ماي (بالإنجليزية: Find My)‏.
لكي يعمل التطبيق، يجب أن يكون كل من جهاز التعقب والجهاز الموجود هما جهازان مدعومان مع تثبيت تطبيق جد آيفوني وتشغيل خدمات الموقع، ويجب أن يكون كلاهما متصلين بنفس حساب آي كلاود. يمكن العثور على الجهاز المتعقب أيضًا عبر آي كلاود على الويندوز، ولكن لا يمكن استخدامه في الاتجاه الآخر لتحديد موقع الكمبيوتر وعلى ماك بوك.
يتيح تطبيق جد آيفوني للمستخدمين تحديد موقع أجهزة iOS الخاصة بهم باستخدام إما تطبيق iOS أو آي كلاود على جهاز كمبيوتر (مثل سطح المكتب). بالإضافة إلى تحديد موقع جهاز، توفر الخدمة ثلاثة خيارات إضافية:
- تشغيل الصوت - يجعل الجهاز يشغل صوتًا بأقصى صوت، ويجعل وميضًا على الشاشة حتى لو تم كتم الصوت. هذه الميزة مفيدة إذا كان الجهاز مضللاً،[2] وتعادل العثور على هاتف مضل عن طريق الاتصال به باستخدام هاتف آخر.
- الوضع المفقود (آي أو إس 6 أو الأحدث) - يقوم بإعلام الجهاز بأنه مفقود أو مسروق، مما يتيح للمستخدم قفله برمز مرور. إذا كان الجهاز عبارة عن جهاز iPhone ووجد شخص ما الجهاز، فيمكنه الاتصال بالمستخدم مباشرة على الجهاز.[3][4][5]
- مسح iPhone - يمحو كل المحتوى والإعدادات بالكامل، وهو أمر مفيد إذا كان الجهاز يحتوي على معلومات حساسة، ولكن لا يمكن تحديد موقع الجهاز بعد تنفيذ هذا الإجراء. بدءًا من نظام التشغيل iOS 7 أو ما بعده، وبعد اكتمال المسح، لا يزال من الممكن عرض الرسالة وسيتم قفل الجهاز. هذا يجعل من الصعب على أي شخص استخدام الجهاز أو بيعه. ستكون هناك حاجة إلى كلمة مرور Apple ID لإيقاف تشغيل جد آيفوني أو تسجيل الخروج من آي كلاود أو مسح الجهاز أو إعادة تنشيط الجهاز بعد مسحه عن بُعد.

أضاف التحديث مع iOS 6 القدرة على التحقق من مستوى بطارية الجهاز.
منذ إصدار iOS 7، اشتكى المستخدمون من الارتباط بين GPS و WiFi والتطبيق نفسه. لاحظ بعض مالكي الهواتف أن التطبيق يمكّن ويعطّل نفسه عند المرور بين النطاق الترددي للبروتوكول الخلوي.  
لكي يعمل تطبيق جد آيفوني، يجب أن يقوم المستخدم بإعداد حساب آي كلاود لإنشاء معرف أبل الخاص بالمستخدم. يجب أن يرتبط كل جهاز يتم تعقبه بنفس معرف أبل، كما يجب تشغيل ميزة خدمات الموقع على كل جهاز لتتبعه. يتم تحديد الموقع باستخدام نظام تحديد المواقع العالمي (GPS) في جهاز iOS عند تشغيل خدمات الموقع، لكن موقع جهاز iOS هو تقريبي فقط. لتشغيل خدمات الموقع، انتقل إلى الإعدادات> الخصوصية> خدمات الموقع، ثم حدد خيار «العثور على جهاز iPhone الخاص بي» في القائمة وحدد خيار «أثناء استخدام التطبيق». لإلغاء تنشيط التطبيق، حدد خيار «أبدًا» بدلاً من ذلك. يمكن للمستخدم أيضًا تتبع الجهاز عن طريق تسجيل الدخول إلى iCloud.com.
اعتبارًا من January 2013 ، ويدعم جد آيفوني على أجهزة iPhone وiPad وiPod Touch وMac التي تشغل OS X 10.7.5 "Lion" أو إصدار أحدث. بالإضافة إلى جهاز متوافق، مطلوب حساب iCloud مجاني لاستخدام Find My iPhone. يمكن للمستخدمين أيضًا تتبع أجهزتهم التي تم تمكين جد آيفوني من خلالها عبر آي كلاود على الويندوز، لكن لا يمكنهم استخدامها بطريقة أخرى لتتبع أجهزة الكمبيوتر الخاصة بهم.
تم إصدار جد آيفوني في البداية كتطبيق في يونيو 2010 لمستخدمي MobileMe. في نوفمبر 2010، باستخدام iOS 4.2، كان جد آيفوني متاحًا مجانًا لهذه الأجهزة. مع إصدار آي كلاود في أكتوبر 2011، أصبحت الخدمة مجانية لجميع مستخدمي آي كلاود. أيضًا، تم توفير الخدمة كـ "Find My Mac" لأجهزة كمبيوتر Mac التي تشغل OS X 10.7.2 "Lion" أو أحدث باستخدام آي كلاود. مع إصدار MacOS Catalina، تم دمج تطبيق فايند ماي ماك (بالإنجليزية: Find My Mac)‏ مع تطبيق فايند ماي فريندز (بالإنجليزية: Find My Friends)‏ لإنشاء تطبيق فايند ماي (بالإنجليزية: Find My)‏ الجديد.
| الإصدار <br /> رقم | تاريخ <br /> صدر | التغييرات |
| ------------------ | ---------------- | --- |
| 1.0                | يونيو 15, 2010   | الإصدار الأولي |
| 1.0.1              | سبتمبر 7, 2010   | دعم الجيل الرابع من آي بود تاتش |
| 1.1                | نوفمبر 22, 2010  | تم إصداره مجانًا للأجهزة المدعومة التي تعمل بنظام التشغيل آي أو إس 4 |
| 1.2                | يونيو 6, 2011    | - إذا كان الجهاز غير متصل بالإنترنت عندما يحاول المستخدم تحديد موقعه، فسيتم إرسال رسالة بريد إلكتروني عند اتصاله بالإنترنت وموقعه. - القدرة على إزالة جهاز غير متصل بالإنترنت |
| 1.2.1              | أغسطس 8, 2011    | تحسينات الاستقرار |
| 1.3                | أكتوبر 12, 2011  | - دعم iCloud - العثور على بلدي ماك بوك - القدرة على طلب رسالة بريد إلكتروني عند وجود جهاز كان في وضع عدم الاتصال سابقًا                                                        |
| 1.4                | مارس 7, 2012     | دعم iPad (الجيل الثالث) |
| 2.0                | سبتمبر 19, 2012  | - الوضع المفقود لنظام التشغيل iOS 6 أو الأحدث - مؤشر شحن البطارية - تسجيل الدخول إلى الأبد لنظام iOS 6 أو الأحدث                                                              |
| 2.0.1              | ديسمبر 11, 2012  | - اتجاهات القيادة إلى موقع الجهاز لنظام التشغيل iOS 6 أو الأحدث - تم نقل عدة أزرار ("تشغيل الصوت" و "الوضع المفقود" و "محو الجهاز") إلى شاشة منفصلة من عرض الخريطة            |
| 2.0.2              | مارس 21, 2013    | إصلاحات الشوائب وتحسينات الاستقرار |
| 2.0.3              | أغسطس 22, 2013   | إصلاحات الشوائب وتحسينات الاستقرار |
| 3.0                | أكتوبر 22, 2013  | تصميم جديد لأجهزة iOS 7 |
| 4.0                | سبتمبر 17, 2014  | دعم نظام التشغيل iOS 8 ومشاركة العائلة |

## حوادث
- في نوفمبر 2011، تمكنت الشرطة في لوس أنجلوس بكاليفورنيا من العثور على مشتبه به مسلح في عملية السطو باستخدام جد آيفوني على جهاز iPhone المسروق للضحية.[12]
- في 14 سبتمبر 2012، تم اعتقال اثنين من المشتبه بهم في أتلانتا، جورجيا لسرقة خمس نساء تحت تهديد السلاح. تمكنت الشرطة من تحديد موقع المشتبه بهم باستخدام جد آيفوني للعثور على أحد أجهزة iPhone المسروقة.[13]
- منذ أوائل عام 2011، تم إرسال بعض مستخدمي Sprint الذين استخدموا التطبيق للعثور على أجهزتهم المفقودة إلى منزل رجل يبلغ من العمر 59 عامًا في لاس فيجاس، نيفادا. أصر العديد من الأشخاص على امتلاك أجهزتهم وتم استدعاء الشرطة عدة مرات. في النهاية، كان على الرجل أن يضع لافتة من بابه يقول إنه «لم يكن لديه هواتف محمولة مفقودة».[14]
- في 16 كانون الثاني (يناير) 2015، سُرقت امرأة من لانجلي بكولومبيا البريطانية من طراز iMac أثناء اقتحام منزلها. بعد حوالي شهر، تلقت إخطارًا على هاتفها، ثم اتصلت بالشرطة التي عثرت على رجلين واعتقلتهما وهما يحاولان الفرار من باب خلفي.[15]
- في نوفمبر 2016، وجد زوج شيري بابيني هاتفها الخلوي وبراعم الأذن في زاوية الشارع، حيث اختُطفت زوجته.
- في يوليو 2011، كانت امرأة زيوريخ تحمل حقيبة ظهرها. أي فون المسروقة. تمكنت الشرطة من استعادتها في نفس اليوم بعد مطابقة موقع GPS مع عنوان مجرم تافه معروف بالشرطة.

## روابط خارجية
- الموقع الرسمي
- "Find My iPhone". آي تيونز. آب ستور. أبل. مؤرشف من الأصل في 2019-05-23.
- "Find My iPhone, iPad and Mac". Features. آي كلاود. Apple. مؤرشف من الأصل في 2013-08-23.